# Dysschema leda
Dysschema leda là một loài bướm đêm thuộc phân họ Arctiinae, họ Erebidae.